# Jasnota purpurowa

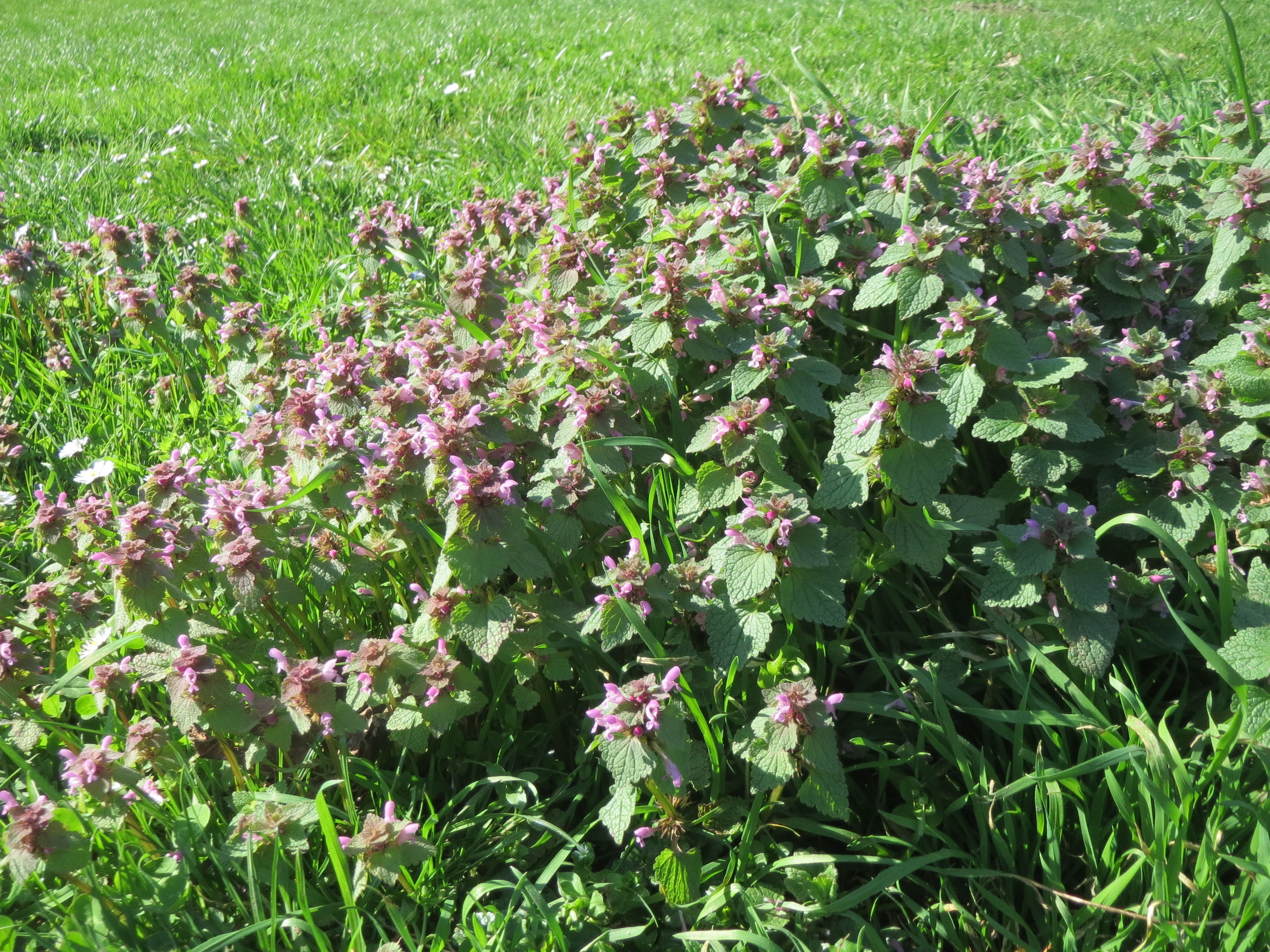
Pokrój

Jasnota purpurowa  (Lamium purpureum L.) – gatunek rośliny zielnej z rodziny jasnotowatych. Pochodzi z rejonu Azji Mniejszej, ale roślina rozprzestrzeniona została wraz z uprawami w całej Europie, w północno-zachodniej Afryce i zachodniej Azji, w nowszych czasach zawleczona została także na inne kontynenty. W zasięgu pierwotnym rośnie w lasach i zaroślach, ale na obszarach introdukcji jest przede wszystkim chwastem w uprawach i gatunkiem siedlisk ruderalnych. Jest gospodarzem dla szeregu wirusów, grzybów i bezkręgowców powodujących choroby roślin uprawnych. W ograniczonym zakresie wykorzystywana jest lub była jako roślina jadalna, lecznicza, miododajna i do pozbywania się moli.

## Rozmieszczenie geograficzne
Zwarty obszar współczesnego zasięgu gatunku obejmuje niemal całą Europę bez Islandii oraz zachodnią Azję po zachodnią Syberię, Ałtaj, rejon Kaukazu, Turcji, Syrii, poza tym rośnie w Arabii Saudyjskiej i w północno-zachodniej Afryce (Algieria, Maroko, Madera, Wyspy Kanaryjskie). Gatunek jest szeroko rozprzestrzeniony poza tym obszarem w strefach umiarkowanych w Ameryce Północnej i Południowej, we wschodniej Azji w Japonii, Korei i w Nowej Zelandii (w dwóch ostatnich lokalizacjach podawany jest var. hybridum = L. hybridum). 
Gatunek pochodzi z północno-wschodniej części basenu Morza Śródziemnego, skąd rozprzestrzenił się wraz z uprawami, w okresie neolitu rozprzestrzeniając się w Europie. 
W Polsce jest rośliną pospolitą na całym terenie kraju, zarówno na niżu, jak i w niższych partiach gór, nieco tylko rzadszy w północno-wschodnich krańcach kraju. Jest archeofitem – występuje tu co najmniej od średniowiecza.

## Morfologia
PokrójRoślina zielna osiągająca wysokość zwykle 10–25 cm, rzadko do 40 cm, o pędzie od nasady rozgałęzionym, wzniesionym lub rozesłanym i podnoszącym się łukowato ku górze, dołem zielonym, górą często zabarwionym na fioletowo. Łodyga czterokanciasta naga lub owłosiona na krawędziach. Włoski proste lub rozgałęzione, między nimi obecne są bardzo krótkie włoski gruczołowate.
LiścieUlistnienie nakrzyżległe, liście ogonkowe, przy czym dolne na ogonkach dłuższych, osiągających od 1,5 do 3,5 cm, górne o ogonkach krótkich – o długości do 5 mm, czasem niemal siedzące. Blaszki u nasady nie zbiegają po ogonku. Blaszka sercowatojajowata lub okrągława, karbowana, z ząbkami wciętymi nie głębiej niż na 2 mm, po obu stronach w różnym stopniu owłosiona. Osiąga od 0,5 do 3,5 cm długości (rzadko do 6 cm) i od 0,5 do 3 cm szerokości (rzadko do 4 cm).
KwiatyObupłciowe, wyrastają skupione po 4–18 w nibyokółkach, przy czym nibyokółki są gęsto skupione w górze łodygi. U nasady kwiatu wyrastają przysadki i podkwiatki o długości kilku mm. Kielich jest trwały, ma długość do ok. 10 mm, z czego w dolnej połowie działki są zrośnięte w rurkę, a w górnej wyciągnięte w szydlaste ząbki o zbliżonej długości do rurki. Kielich często jest fioletowo nabiegły, nagi lub słabo owłosiony. Korona jasnoróżowa do ciemnopurpurowej, rzadko biała, wyraźnie grzbiecista, dwuwargowa, o długości do 2 cm (zwykle 7–17 mm). Rurka korony prosta i cienka, zwykle nie dłuższa od ząbków kielicha, wewnątrz ma pierścień włosków. Dolna warga z ciemniejszymi plamami, trójłatkowa, z łatką środkową zwężoną u nasady, a na szczycie wyciętą, z bocznymi łatkami szerszymi niż dłuższymi. Górna warga hełmiasto sklepiona i od zewnątrz owłosiona. Pręciki cztery o nitkach nagich lub w górze owłosionych, z pylnikami fioletowymi lub czerwonymi, biało omszonymi. Szyjka słupka naga, długości korony.
OwoceCztery szare rozłupki o odwrotnie jajowatym, trójgraniastym kształcie, o długości ok. 2,5 mm, gładkie lub pomarszczone. Dojrzewają w rozszerzającym się w czasie owocowania kielichu. U nasady nasion znajduje się drobny elajosom.

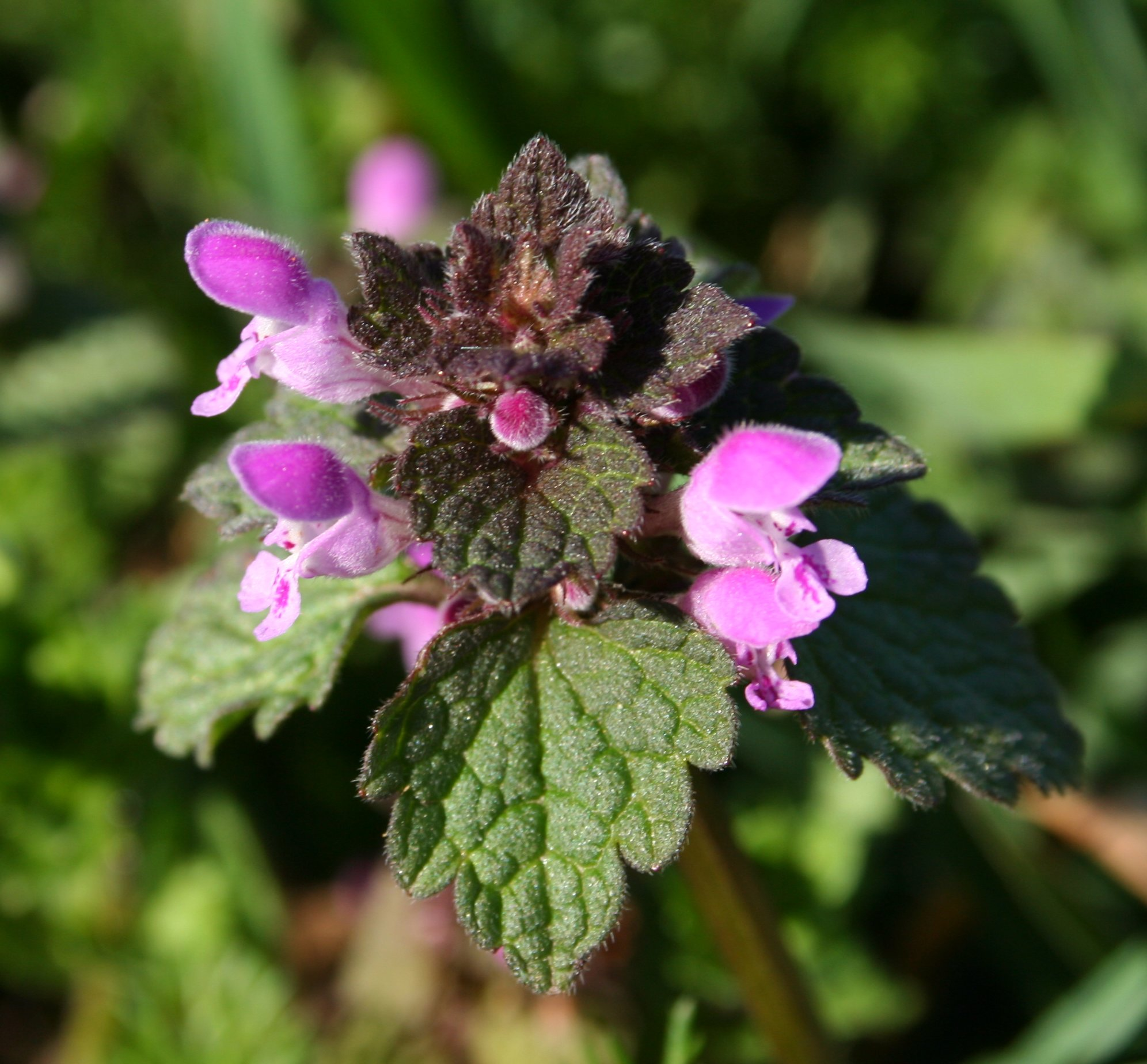
Kwiatostan
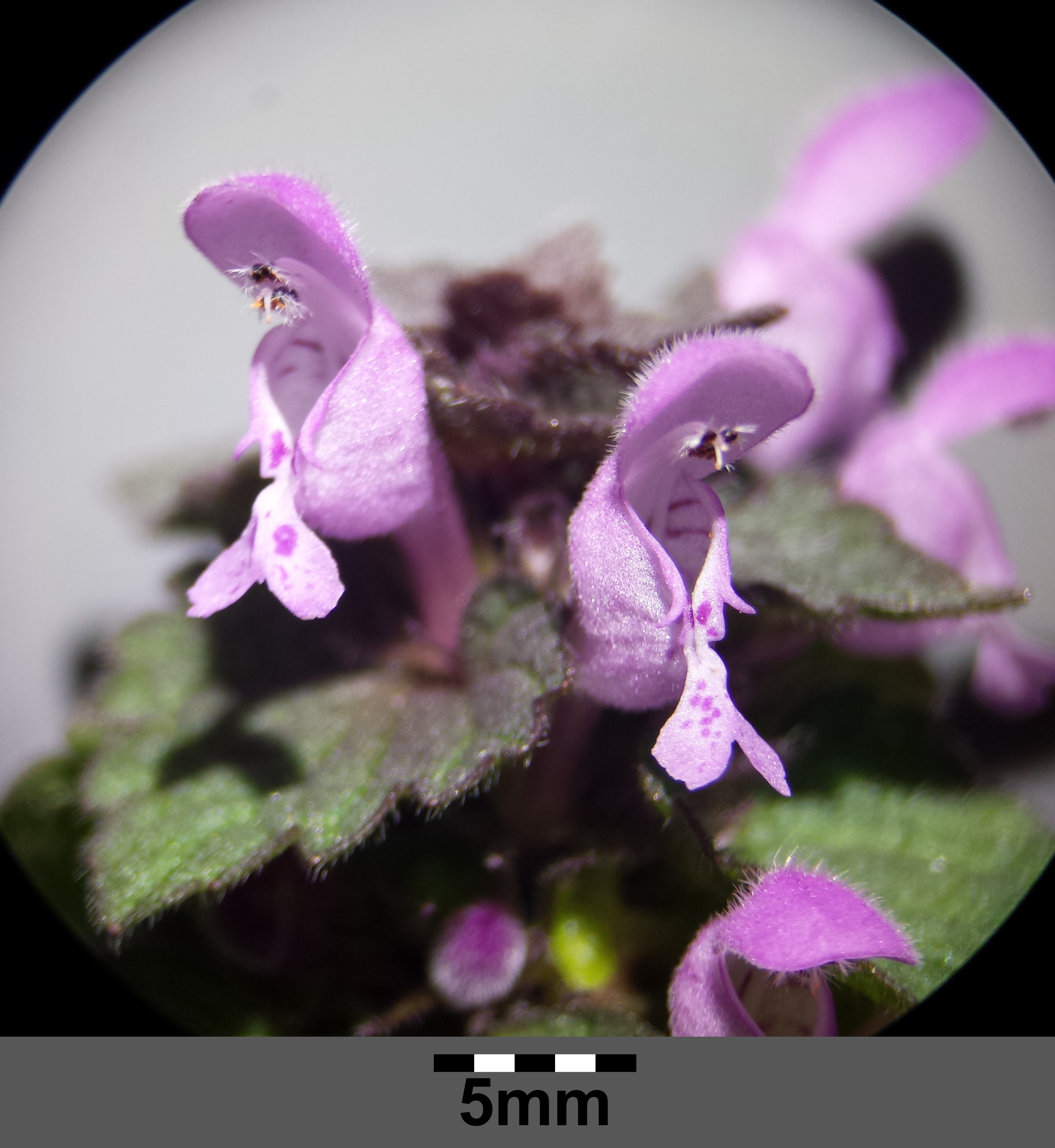
Kwiaty
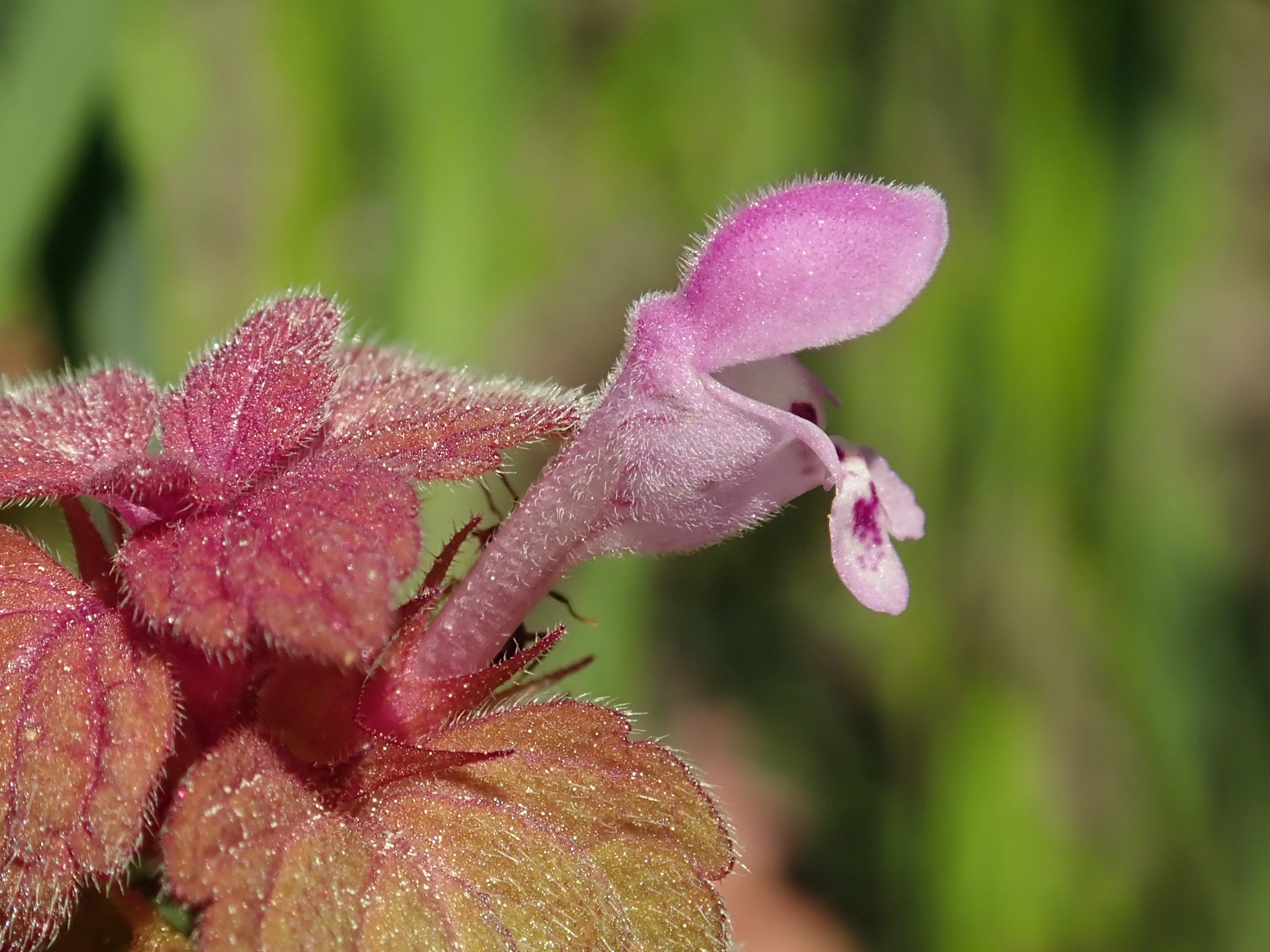
Kwiat z boku
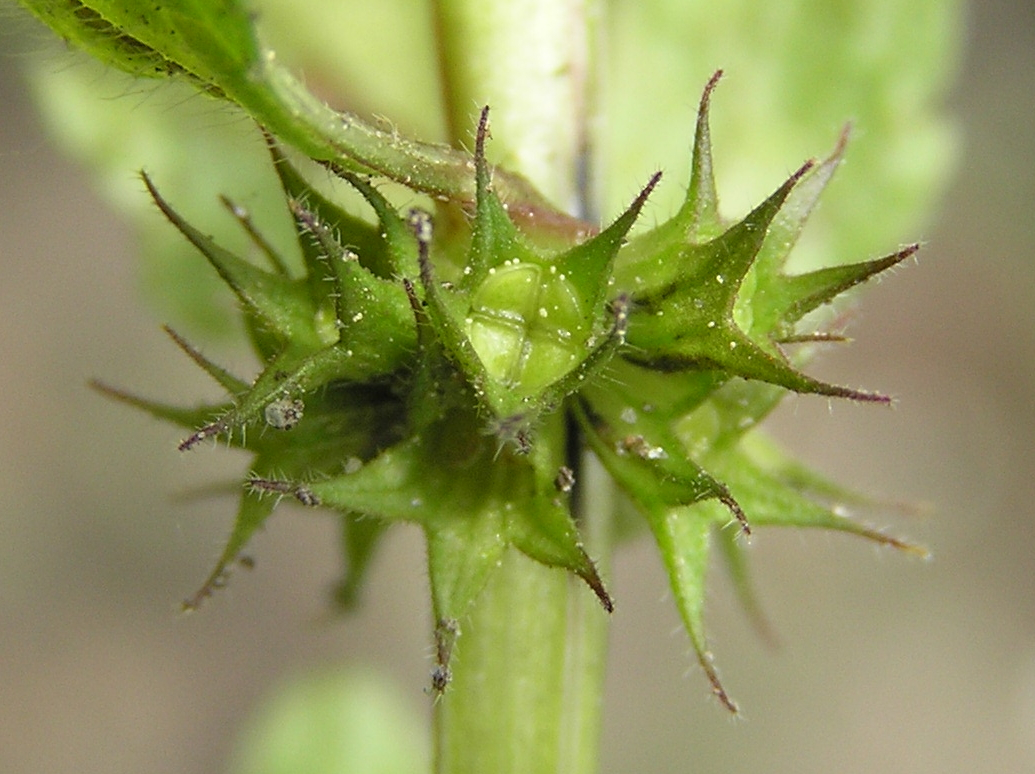
Owoce

Gatunki podobne
- Jasnota pośrednia L. confertum występująca w północnej Europie (Niemcy, kraje bałtyckie, Skandynawia)[17]. Z Polski podana z Pomorza i Wielkopolski jako L. hybridum Vill. subsp. intermedium (Fries) Gams.[14][18] oraz L. mollucellifolium Fries.[10] Liście dość głęboko karbowane, czasem też wcinane[19], górne są siedzące[20]. Wyróżnia się koroną osiągającą 2–2,5 cm długości (u L. purpureum i L. hybridum poniżej 2 cm) oraz kielichem w czasie kwitnienia osiągającym 1 cm, z ząbkami dłuższymi od rurki[17]. Korona purpurowoczerwona[14]. Roślina niemal bez woni[21].
- Jasnota mieszańcowa[22], j. mieszaniec[10] L. hybridum występuje w całym zasięgu L. purpureum, w Polsce rzadko na północy i zachodzie[10]. Gatunek zmienny. Liście ma głęboko karbowane i często też wcinane[19], górne mają blaszkę zbiegającą po ogonku[10]. Roślina niemal bezwonna i w gardzieli korony zwykle bez włosków[10].
- Jasnota plamista L. maculatum jest większa – osiąga do 60 cm wysokości i ma większe kwiaty – od 1,5 do 3 cm długości, ale mniejsze okazy mogą się mylić – różnią się rurką korony zawsze zgiętą i wyraźnie zwężoną u nasady (u jasnoty purpurowej rurka jest jednakowo cienka i prosta na całej długości). Poza tym jasnota plamista to bylina z kłączem i rozłogami, których nigdy nie wytwarza jasnota purpurowa[14][10].

## Biologia

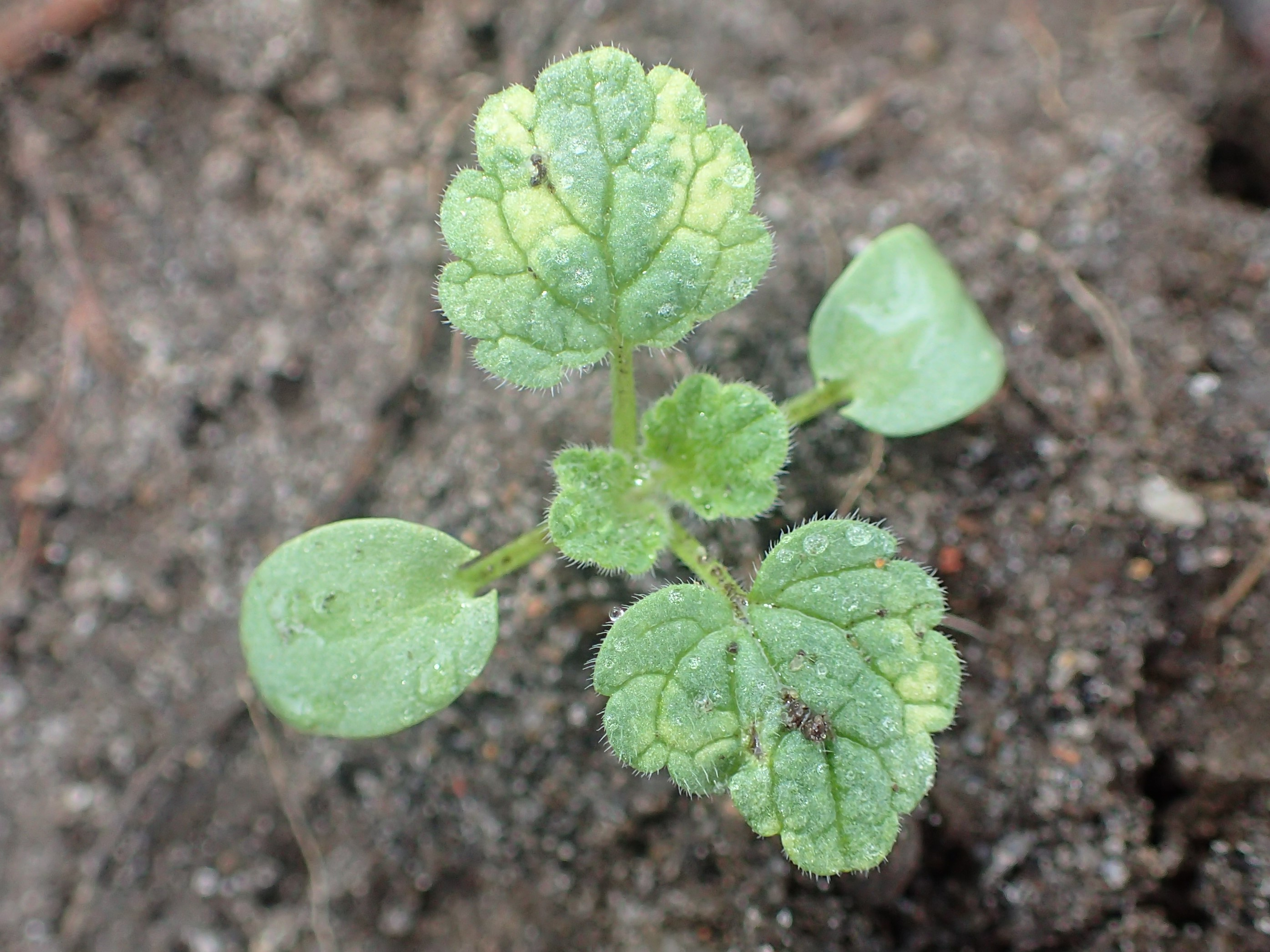
Siewka

### Rozwój
Roślina jednoroczna (zarówno jara, jak i ozima), według niektórych źródeł także dwuletnia, terofit lub hemikryptofit. Kwitnie od marca do października, aczkolwiek najbardziej intensywnie w okresie od kwietnia do czerwca. Zapylana jest przez błonkoskrzydłe, rzadziej przez inne owady. Rośliny kwitnące jesienią czasem zimują z kwiatami. W kwiatach zamkniętych (klejstogamicznych) następuje samozapylenie. Nasiona dojrzewają w okresie od maja do listopada. Roślina jest głównie samosiewna, ale do rozprzestrzeniania się nasion przyczyniają się także mrówki, korzystające z elajosomów znajdujących się na nasionach. Średnia liczba nasion wytwarzanych przez jedną roślinę jest różnie podawana w źródłach i mocno zależy od warunków wzrostu roślin – wynosi od ok. 640 do ponad 4,5 tys., a w przypadku roślin uprawianych w warunkach optymalnych uzyskano nawet 27,6 tys. nasion. Nasiona zachowują zdolność do kiełkowania przez co najmniej 30 lat. Kiełkują głównie wiosną i jesienią, ale nieliczne siewki pojawiają się przez cały rok. Warunkiem kiełkowania są dobre warunki świetlne, najlepiej kiełkują nasiona przykryte warstwą ziemi o grubości od 0,5 do 2 cm. Siewka ma hipokotyl nagi, długości od 1 do 2,5 cm. Liścienie dwa na ogonkach długości 4–12 mm, nagich lub z kilkoma włoskami, blaszka okrągławoowalna, na szczycie zaokrąglona, u nasady z dwoma uszkami. Epikotyl do 2,5 mm. Pierwsze liście naprzeciwległe, na ogonkach 4–10 mm, owalne, o nasadzie sercowatej, owalne, na szczycie zaokrąglone, karbowane.

### Fitochemia
Roślina ma nieprzyjemny zapach. Pęd nadziemny zawiera olejek eteryczny, w którego składzie dominują: germakren D (średnio 35,4% udziału), α-pinen i β-pinen (oba razem w liściach mają 35,7% udziału, ale w kwiecie już 75,3%), 1-octen-3-ol i β-elemen. Istotnym węglowodanem jest w tym gatunku manninotrioza.

### Genetyka
Liczba chromosomów wynosi 2n = 18. Według Mennema var. incisum jest tetraploidem i w jej wypadku 2n = 36, ale także odmiany hybridum i moluccellifolium wskazywane są jako tetraploidalne, zawierające pełen genom 2n L. purpureum i dodatkowy genom 2n L. bifidum – wszystkie one w efekcie wskazywane są jako odrębny gatunek – jasnota mieszańcowa L. hybridum.

## Ekologia

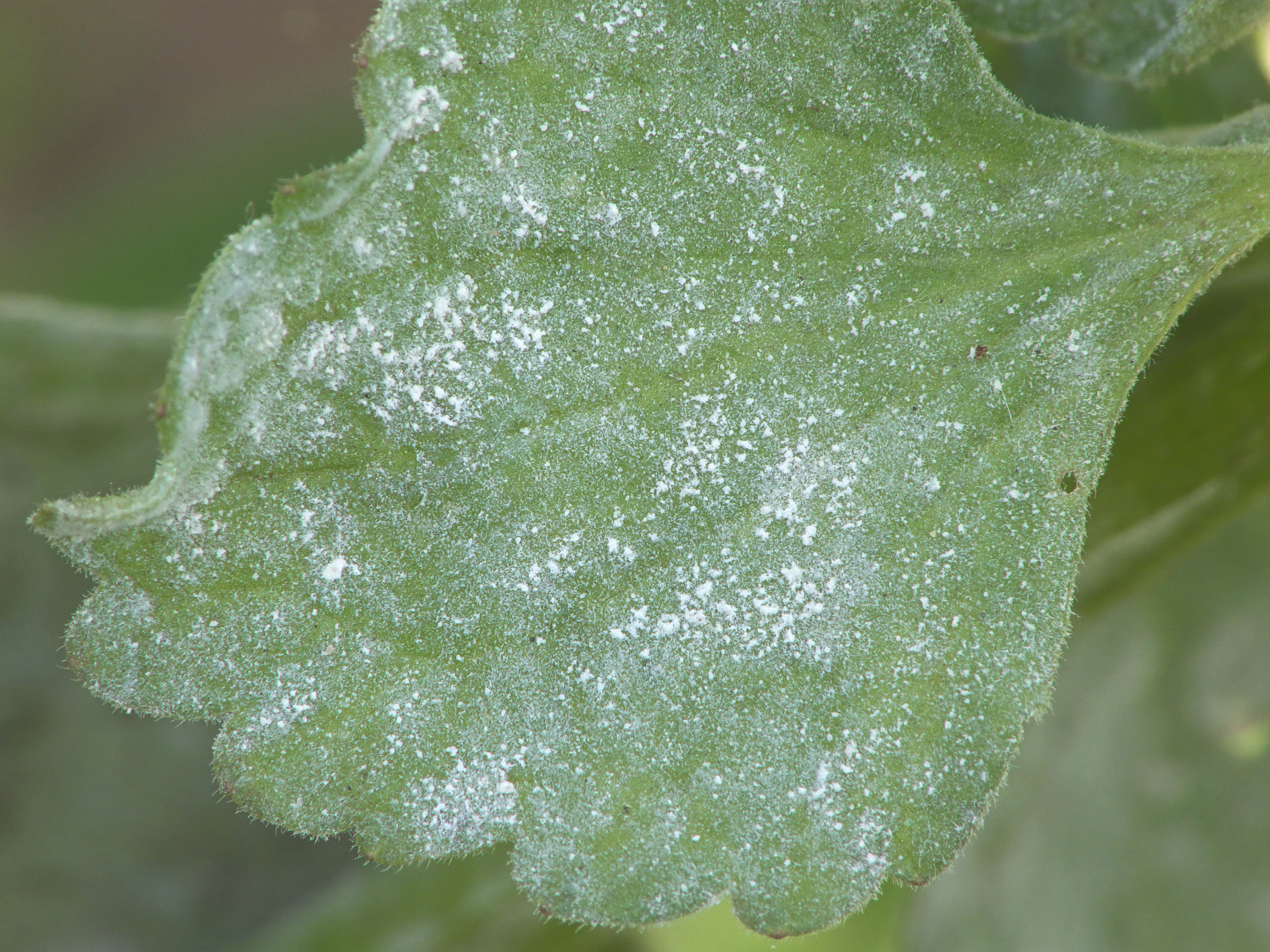
Liść jasnoty purpurowej porażony Neoerysiphe galeopsidis

### Siedlisko
W obszarze śródziemnomorskim gatunek zasiedla świetliste lasy i zarośla, także tereny skaliste w górach. Dalej na północy rośnie na siedliskach ruderalnych (przydrożach, przytorzach, przychaciach i terenach przemysłowych), na trawnikach, odłogach, polach i w ogrodach, najchętniej na glebach żyznych, próchnicznych, dość wilgotnych i przepuszczalnych. W miejscach suchych osiąga mniejsze rozmiary, często poniżej 7 cm wysokości. Roślina azotolubna, preferuje też gleby zasobne w węglan wapnia, gliniaste i piaszczysto-gliniaste. Jest światłolubna, źle rośnie w cieniu.
Jest rośliną ruderalną i jednym z chwastów w uprawach rolniczych, szczególnie w uprawach warzyw. W klasyfikacji zbiorowisk roślinnych Europy Środkowej gatunek charakterystyczny dla All. Polygono-Chenopodion. W obszarze śródziemnomorskim odmiana typowa sięga do 1800 m n.p.m. w Turcji, var. ehrenbergii do 2300 m n.p.m.

### Oddziaływania międzygatunkowe
Roślina bywa porażana przez mączniaka Neoerysiphe galeopsidis pokrywającego białą grzybnią liście po obu stronach oraz Peronospora lamii. Z grzybów anamorficznych na liściach białoszare plamki tworzy Ramularia lamii, a brązowe punktowe pyknidia – Septoria lamiicola. Jest chętnie zgryzana przez ślinika luzytańskiego. Jasnota purpurowa jest rośliną pokarmową dla takich gatunków owadów jak: Macrolabis lamii i Hydrellia griseola (muchówki), ziemik przytuliowy Legnotus limbosus (pluskwiaki), Cryptomyzus galeopsidis, Aphis beccabungae, A. frangulae, A. lamiorum (mszycowate), niedźwiedziówka kaja Arctia caja, misiówka gołotka Diaphora mendica, krasopani hera Euplagia quadripunctaria, osmaganek plamek Pseudopanthera macularia, niesobka chmielanka Hepialus humuli, Hepialus lupulinus, rolnica aksamitka Noctua fimbriata, rolnica szerokopaska N. janthina, błyszczka dwukropka Autographa jota, błyszczka zdobnica A. pulchrina, błyszczka spiżówka Diachrysia chrysitis i Coleophora lineolea (motyle).

## Systematyka i zmienność

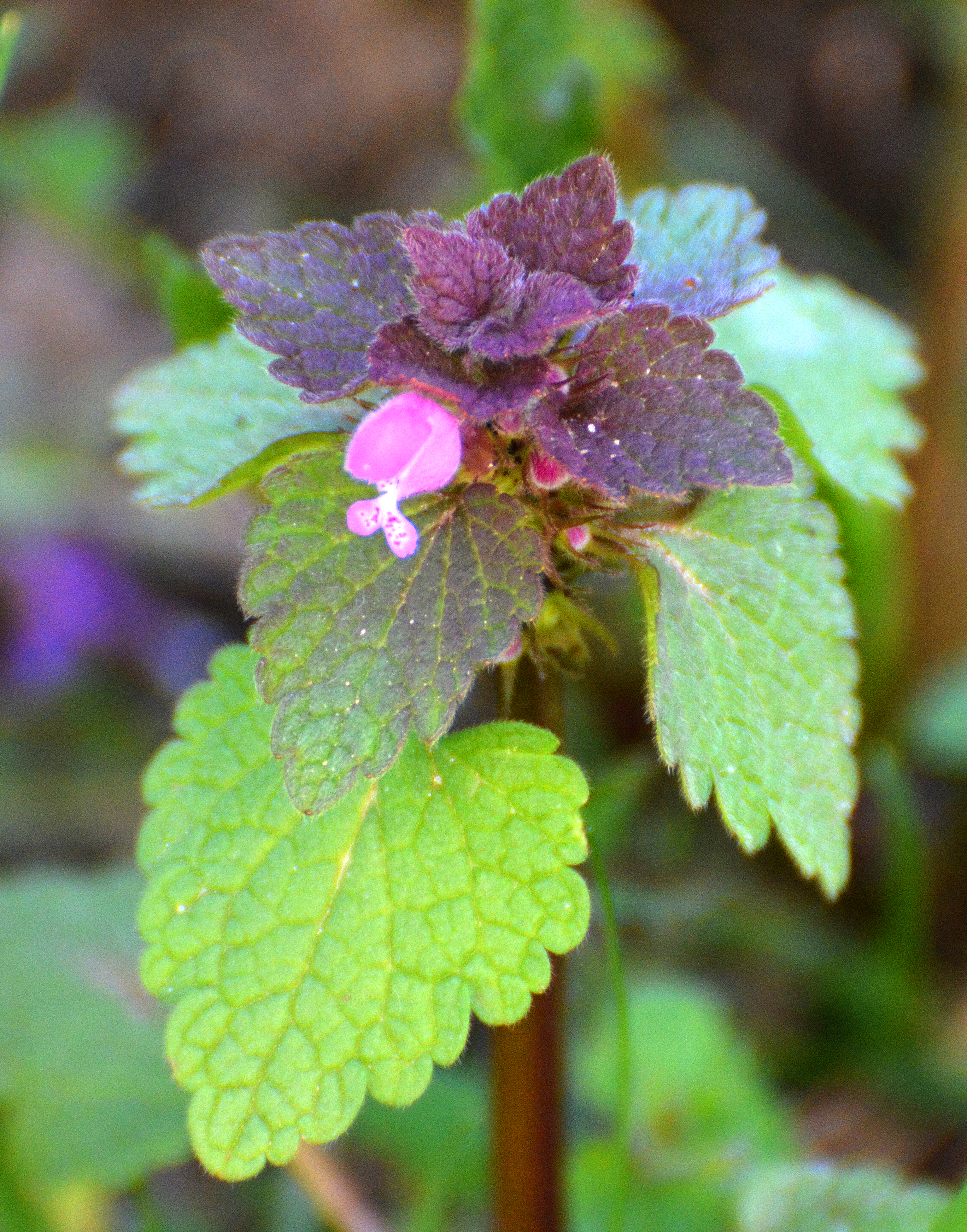
L. purpureum – liście płytko karbowane

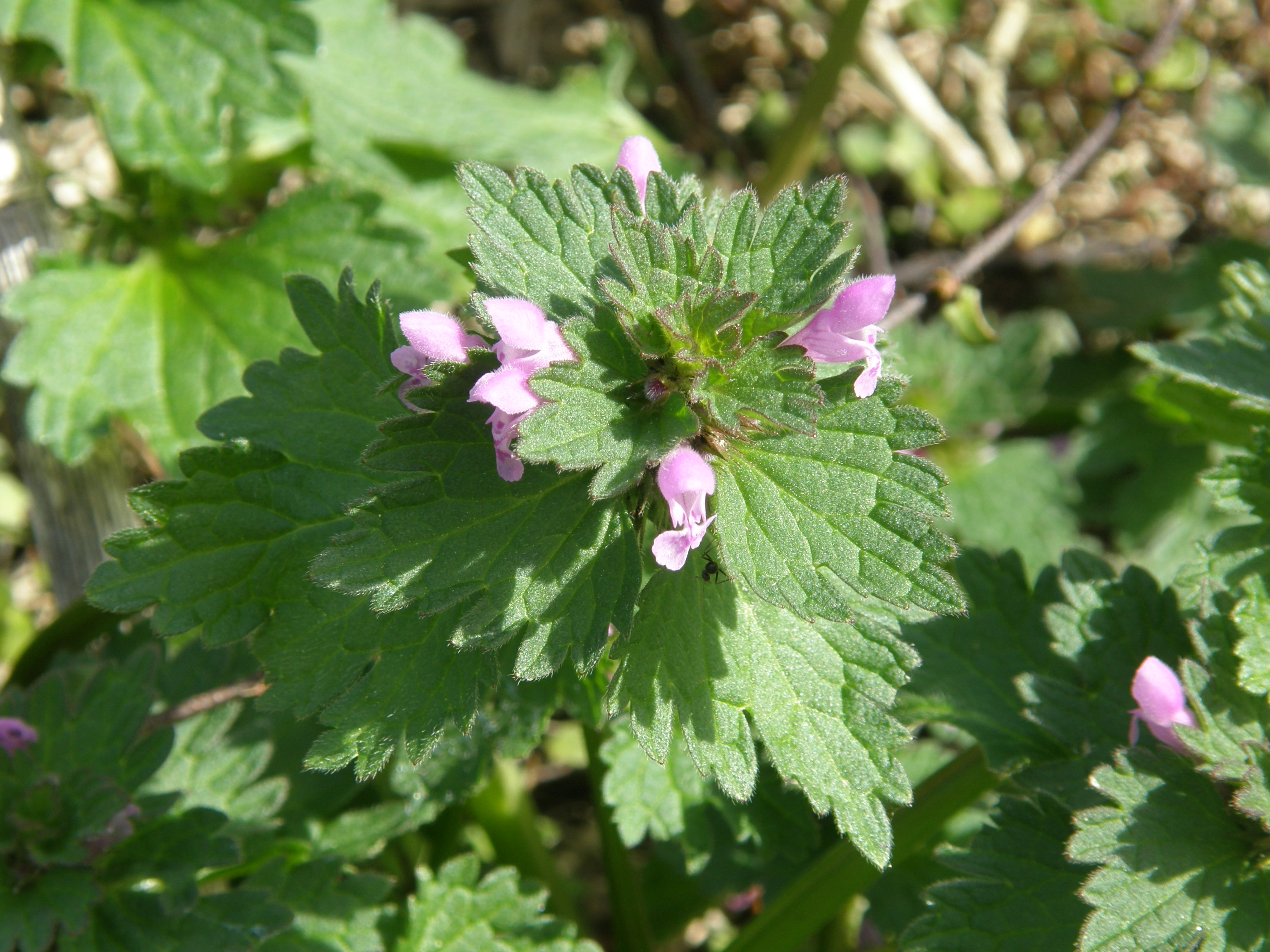
L. hybridum – liście nierówno wcinane

Gatunek w 1913 został wskazany jako gatunek typowy dla rodzaju Lamium, ale w 1929 został zastąpiony przez Lamium album. Jasnota purpurowa zaliczana jest do sekcji Lamium (jednej z trzech obok Amplexicaule i Lamiotypus) w obrębie podrodzaju Lamium (jednego z trzech obok Orvala i Galeobdolon) wyróżnianej w obrębie rodzaju jasnota Lamium. Genetyczne analizy filogenetyczne podważyły powyższą klasyfikację wewnątrzrodzajową i wskazują jednak na bliskie pokrewieństwo jasnoty purpurowej z jasnotą plamistą Lamium maculatum (taksony są siostrzane po wyłączeniu allotetraploidów).
Gatunek L. purpureum opisywany jest jako tworzący mieszańce z jasnotą białą Lamium album i z jasnotą różową L. amplexicaule, jednak jest to kwestionowane. Mieszańce w obrębie rodzaju są ekstremalnie rzadkie i są szczególnie mało prawdopodobne w przypadku taksonów odlegle klasyfikowanych (w różnych sekcjach) – zwłaszcza mieszaniec ze względnie odlegle spokrewnioną jasnotą białą jest nieprawdopodobny. Analizy molekularne genów jądrowych i plastydowych wykazały jednak, że większość tetraploidów w obrębie rodzaju to faktycznie mieszańce (choć powstałe z blisko spokrewnionych gatunków).
Podział wewnątrzgatunkowy na odmiany przyjęty przez licznych autorów opracował w 1989 roku Jacob Mennema . W obrębie L. purpureum wyróżnił 5 odmian:
- L. purpureum var. purpureum – odmiana nominatywna; pędy zwykle nagie, osiągają do 30, rzadko 40 cm[15]; brzegi liści karbowane do piłkowanych, z ząbkami krótszymi niż 2 mm[20]; okółki kwiatostanu są skupione w szczytowej części pędu, kielich osiąga 5–7 mm długości, jego ząbki są dłuższe od rurki, wewnątrz rurki korony zawsze obecny jest pierścień włosków. Odmiana spotykana w całym zasięgu gatunku[15].
- L. purpureum var. ehrenbergii (Boiss. & Reut.) Mennema – pędy zwykle tylko do 5 cm, rzadko do 10 cm wysokości; okółki kwiatów skupione gęsto na szczycie pędu; kwiaty w większości zamknięte (kleistogamiczne); ząbki kielicha do 2 × krótsze od rurki. Rośnie w górach (1700–2300 m n.p.m.), dość często w Libanie, rzadko w Turcji[36].
- L. purpureum var. hybridum (Vill.) Vill. – „jasnota mieszaniec”[10][14] – łodygi zwykle owłosione, osiągają do 30, rzadko 45 cm; liście rombowate, u nasady klinowate lub ucięte, górne liście zwykle z blaszką zbiegającą po ogonku[15]; ząbki na brzegu liścia osiągają ponad 2 mm[20]; okółki kwiatostanu są skupione w szczytowej części pędu, kielich ma zwykle 5–7 mm, ale osiąga do 10 mm; z ząbkami kielicha nieco krótszymi od rurki; rurka korony nie wystaje z kielicha; zwykle bez lub z zanikającym pierścieniem włosków wewnątrz[15]. Występuje w północno-zachodniej Afryce i południowo-zachodniej Europie[44], obecna także na Wyspach Brytyjskich[15].

Synonimy: Lamium hybridum Villars, Lamium incisum Willd.
- L. purpureum var. incisum (Willd.) Pers. – łodygi zwykle nagie, osiągają do 30, rzadko nawet do 55 cm; liście jajowate lub owalne, u nasady sercowate, na brzegu głęboko, nieregularnie wcinane; okółki kwiatostanu skupione w szczytowej części pędu; kielich ma zwykle ok. 7 mm (osiąga od 5 do 10 mm), z ząbkami kielicha podobnej długości jak rurka; rurka korony wystaje z kielicha, a pierścień włosków w jej wnętrzu bywa nieobecny. Odmiana spotykana w całym zasięgu gatunku[15].

Synonimy: Lamium incisum Willd., Lamium purpureum var. incisum (Willd.) Hartman, Lamium dubium incisum (Willd.) Krause in Sturms, Lamium hybridum Villars subsp. incisum (Willd.) Janchen, Lamium dissectum With., Lamium westphalicum Weihe in Maly, Lamium urticifolium Weihe in Reichb., Lamium amplexicaule-purpureum G. Meyer, Lamium hybridum auct. non Villars, Lamium x hybridum Villars, Lamium purpureum subsp. hybridum (Villars) Nyman
- L. purpureum var. moluccellifolium Schumach. – pędy zwykle nagie, osiągają do 20 cm, rzadko do 35 cm; okółki kwiatowe nieco rozsunięte, dolny okółek zwykle wyraźnie odsunięty, liście o blaszce nerkowatej do rombowatej, nierówno karbowane, górne głęboko i nieregularnie wcinane; kielich ma zwykle ok. 7 mm (osiąga od 5 do 10 mm), z ząbkami kielicha zwykle krótszymi od rurki; rurka korony wystaje z kielicha i zawiera zwykle wewnątrz pierścień włosków. Odmiana podana z północnej Europy (Wielka Brytania, południowa i środkowa Skandynawia, Francja, Szwajcaria, Belgia, Holandia, Niemcy, po kraje bałtyckie)[15][46].

Synonim: Lamium moluccellifolium (Schum.) Fries
Analizy molekularne opublikowane w 2011 roku zakwestionowały powyższą klasyfikację wewnątrzgatunkową. Wynika z nich, że jasnota mieszańcowa L. hybridum Vill. jest w istocie allotetraploidem powstałym w wyniku skrzyżowania jasnoty purpurowej i L. bifidum (od każdego z taksonów rodzicielskich pozyskał diploidalny genom). Takson jest zmienny i obejmuje rośliny opisywane wcześniej jako odmiany hybridum, incisum i moluccellifolium w ramach L. purpureum. Podobnie powstał gatunek jasnota pośrednia L. confertum, przy czym w tym wypadku taksonami rodzicielskimi są jasnota purpurowa i jasnota różowa Lamium amplexicaule.

## Nazewnictwo
Nazwa rodzajowa Lamium nadana została przez Karola Linneusza w ślad za taką nazwą tych roślin używaną przez Pliniusza Starszego, pochodzącą z greckiego lamos znaczącego gardziel, paszcza, co nawiązuje do budowy kwiatów. Przed Linneuszem rodzaj opisywany był zwykle pod nazwami Galeopsis i Galiopsis, choć nazwy Lamium używał też Charles de L’Écluse (1526–1609). Nazwa gatunkowa purpureum to łacińskie słowo określające kolor purpurowy, a także nazwa mięczaka morskiego (Purpura haemastoma), z którego uzyskiwano barwnik o tym kolorze.
W języku polskim gatunek zwany był „pokrzywą głuchą purpurową”. Od początku XX wieku już tylko pod nazwą jasnota purpurowa.

## Znaczenie użytkowe
Gatunek jest pospolitym chwastem w uprawach, zwłaszcza okopowych i warzywnych, ale spotykany bywa we wszelkich rodzajach upraw, zwłaszcza na obrzeżach pól i na przydrożach, także na pastwiskach. Przynajmniej w uprawach zbóż opisywany jest jako niezbyt problematyczny czy uciążliwy. Jest jednak jednym z gospodarzy (niewykazującym objawów infekcji) wirusa Y ziemniaka (Potato virus Y, PVY), powodującego smugowatość ziemniaka, wirusa M ziemniaka (Potato virus M, PVM) powodującego wirozę M ziemniaka, wirusa S ziemniaka (Potato virus S, PVS) i wirusa X ziemniaka (Potato virus X, PVX), a także wirusa mozaiki ogórka (Cucumber mosaic virus, CMV). Roślina jest też alternatywnym gospodarzem dla mątwika sojowego – nicienia powodującego szkody w uprawach soi warzywnej.
W Szwecji liście jasnoty purpurowej były spożywane, a o jej znaczeniu stanowi to, że może być zbierana z pól i odłogów nawet zimą. Roślina ta była jadana także na Podlasiu. Liście mogą być spożywane surowe i gotowane.
Lokalnie gatunek bywa wykorzystywany w medycynie ludowej, np. w Anatolii. Ekstrakt z tego gatunku wykazał w badaniach in vivo na myszach silne działanie przeciwzapalne i przeciwbólowe. Potwierdzono dla niego także działanie antymikrobowe i silne działanie antyoksydacyjne. W teście MTT wykazano działanie cytotoksyczne przeciw komórkom czerniaka ekstraktu etanolowego olejku eterycznego tej jasnoty.
Roślina jest miododajna, a miód z niej powstający określony został przez Krzysztofa Kluka jako „przedni”. Ze względu na długą rurkę korony nektar dostępny jest jednak tylko dla pszczół długojęzyczkowych.
Pędy jasnoty purpurowej wkładano między ubrania dla pozbycia się moli.
W obszarze naturalnego występowania (w Turcji) wskazywany jest jako istotny i cenny składnik zieleni terenów zurbanizowanych, atrakcyjny w czasie kwitnienia (60% osób ankietowanych ocenia go jako estetyczny). Purpurowy kolor kwiatów opisywany jest jako mający wpływ relaksujący, redukujący stres i poprawiający nastrój. Zalecany jest do wprowadzania i utrzymywania też ze względów biocenotycznych, jako rodzimy składnik flory. Z powodu ekspansywności wymaga jednak kontroli i w razie potrzeby usuwania po przekwitnieniu.

## Zwalczanie
W uprawach gatunek zwalczany jest poprzez: dbałość o czystość materiału siewnego, podorywki pożniwne, pielenie upraw (zalecane jest usuwanie roślin po motyczeniu – w przypadku wilgotnej pogody pędy usuniętych z ziemi roślin mogą ponownie się ukorzenić), ewentualnie z użyciem ochrony chemicznej. Duża gęstość uprawianych roślin znacząco ogranicza możliwość wzrostu jasnoty.